# لغة دوثراكية
اللغة الدوثراكية (بالإنجليزية: Dothraki language)‏ هي لغة خيالية أو لغة مصطنعة تم اختراعها في سلسلة روايات جورج ر. ر. مارتن أغنية الجليد والنار والمسلسل التلفزيوني المبني على الروايات صراع العروش، حيث يتحدث بها قوم رُحَّل يتم تسميتهم بالدوثراكيين، سكان البدو القريب من البحر الدوثراكي. تم تطوير اللغة في المسلسل التلفزيونية من قبل دايفيد جاي بيترسون  بناء على الكلمات والعبارات الدوثراكية في روايات مارتن.
اعتبارا من سبتمبر 2011، تشكلت اللغة من عدد من الكلمات يبلغ 3163 كلمة، والتي لم تطرح كلها إلى العلن بعد.

## تأثير اللغة
في العام 2012، 146 من الفتيات حديثي الولادة في الولايات المتحدة تمت تسميتهم «كاليسي»، وهي كلمة دوثراكية تطلق على زوجة «الخال» أو الحاكم، حيث كان هذا اللقب يطلق في السلسلة على الشخصية المسماة دنيرس تارجارين.

## وصلات خارجية
- مترجم من الإنجليزية إلى الدوثراكية
- المدونة الرسمية للغة الدوثراكية
- ويكي اللغة الدوثراكية